# Glosa

Franska glosor på Hallwylska museet.

Glosa, från grekiska γλῶσσα (tunga) via latin glossa: 'ordförklaring', är ett enskilt ord, ofta ur ett främmande språk, som man behöver förstå eller använda. "Glosa" är belagt i svenska språket åtminstone från 1526.
Ordet används inom skolväsendet, ofta i plural, som i exempelvis "engelska glosor" eller "hon förhörde honom på glosorna".
Vidare också som synonym till glåpord: ett nedlåtande epitet, som i exemplet "Han fick ta emot några hånfulla glosor." På vissa håll kan det även syfta på att stirra.
Uttrycket kan även användas om ord som ej har praktisk användning, till exempel ord från utdöda språk. Ur "glosa" härstammar även det äldre ordet glossarium vilket är en ordlista med översättningar eller förklaringar, speciellt över utländska, föråldrade, utdöd eller sällsynta ord, men också om förteckning med ord ur ett enskilt litterärt verk.